# Mount Desert (Maine)
Mount Desert es un pueblo ubicado en el condado de Hancock en el estado estadounidense de Maine. En el Censo de 2010 tenía una población de 2.053 habitantes y una densidad poblacional de 14,44 personas por km².

## Geografía
Mount Desert se encuentra ubicado en las coordenadas 44°20′1″N 68°19′50″O / 44.33361, -68.33056. Según la Oficina del Censo de los Estados Unidos, Mount Desert tiene una superficie total de 142.13 km², de la cual 95.52 km² corresponden a tierra firme y (32.79%) 46.61 km² es agua.

## Demografía
Según el censo de 2010, había 2.053 personas residiendo en Mount Desert. La densidad de población era de 14,44 hab./km². De los 2.053 habitantes, Mount Desert estaba compuesto por el 98.1% blancos, el 0.29% eran afroamericanos, el 0.15% eran amerindios, el 0.68% eran asiáticos, el 0% eran isleños del Pacífico, el 0.1% eran de otras razas y el 0.68% pertenecían a dos o más razas. Del total de la población el 0.88% eran hispanos o latinos de cualquier raza.